# Un signe de feu
Des dames de cœur
Un signe de feu est un téléroman québécois en 56 épisodes de 50 minutes, créé par Lise Payette et diffusé entre le 2 octobre 1989 et le 25 mars 1991 à la Télévision de Radio-Canada.

## Synopsis
« Un signe de feu » raconte la suite des intrigues amoureuses, amicales et professionnelles des personnages des séries Des dames de cœur et La Bonne Aventure.

## Fiche technique
- Scénario : Lise Payette, Sylvie Payette
- Réalisation : Raymonde Crête, Jean-Yves Laforce, Lucile Leduc, Royal Marcoux, Maude Martin
- Musique : André Gagnon
- Société de production : Société Radio-Canada

## Distribution
- Nathalie Gascon : Martine Poliquin
- Gilbert Sicotte : Jean-Paul Belleau
- Louise Rémy : Lucie Belleau
- Andrée Boucher : Évelyne Lamontagne
- Luce Guilbeault : Claire Trudel
- Michelle Rossignol : Véronique O'Neil
- Christiane Pasquier : Anne Cordeau
- Michelle Léger : Michèle Dalpé
- Joanne Côté : Hélène Savoie
- Jean-Pierre Matte : Dr Simon Cordeau
- Pierre Gobeil : Roger Lamontagne
- Pierre Curzi : François O'Neil
- Diane Dubeau : Diane Trudel
- Yves Soutière : Marc Trudel
- Johanne Garneau : Nicole Belleau
- Marie-Lise Hétu : Ginette Belleau
- Jean Petitclerc : Olivier Lamontagne
- Guylaine Normandin : Carole Lamontagne
- Rémy Girard : Luc Lavigne
- Septimiu Sever : Alexandre Potra
- Sophie Faucher : Maria Potra
- Jean-René Ouellet : Hubert Girard
- Joël Miller : Eric Matthewson
- Catherine Bégin : Micheline Gagnon
- Robert Marien : Daniel Boisvert
- Sylvie Ferlatte : Johanne Desroches
- Alain Zouvi : Paul Legault
- Sophie Gascon : Jeannine Dompierre
- Marie Guimont : Marie-Josée Demers
- Gérard Valente : William
- Mathieu Grondin : Sébastien Leroux
- Martine Gagnon : Sophie Leroux
- Mathieu Perreault : Benoît Cordeau
- Alejandro Moran : Ricardo Diaz
- René Gagnon : Dr Alain Grenier
- Olivier Thiboutot : Maxime Martin (1989-90)
- Xavier Norman Petermann : Maxime Martin (1990-91)
- Karine Léveillé-Corbeil : Camille Girard
- Marc-André Grondin : Guillaume Poliquin
- Anne Bryan : Emma Bruneau
- Patricia Tulasne : Maryse Lanctôt
- Germaine Jean : Simone
- Mélissa Lalonde Emard : Annabelle O'Neil

## Commentaires
Ce téléroman réunissait les personnages de La Bonne Aventure et ceux Des dames de cœur, à travers la liaison entre Martine Poliquin (le « signe de feu ») et le volage Jean-Paul Belleau.